# Rinds Herred

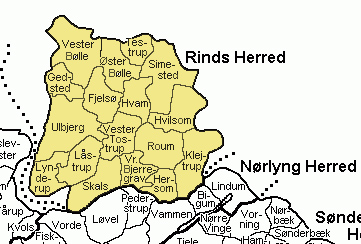
Rinds Herred

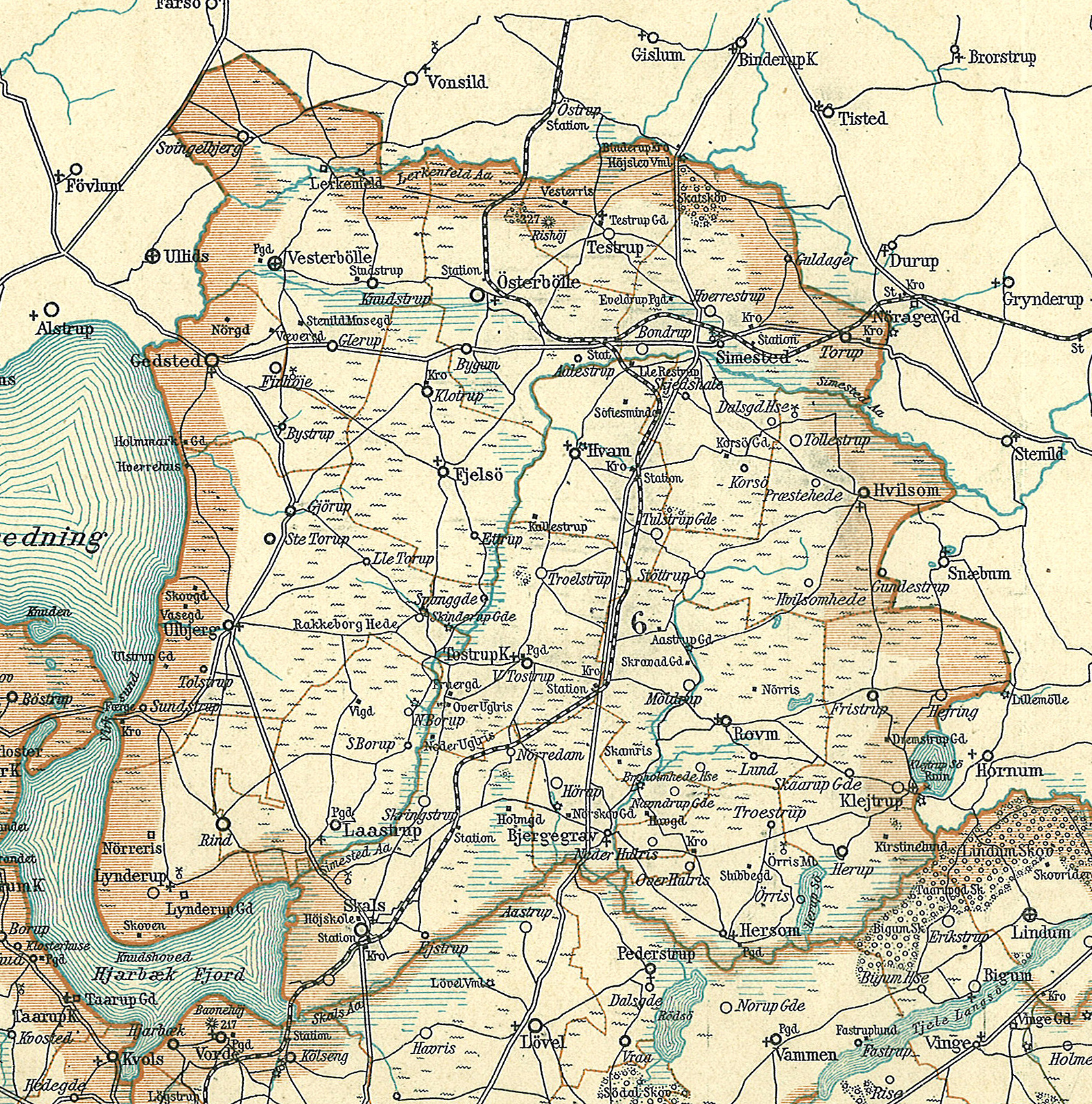
Rinds Herred rond 1900

Rinds Herred was een herred in het voormalige Viborg Amt in Denemarken. In Kong Valdemars Jordebog wordt Rinds vermeld als Rinshæreth. Bij de bestuurlijke reorganisatie in 1970 ging de herred over naar de nieuwe provincie Viborg.
Rinds omvatte oorspronkelijk 17 parochies. Aalestrup werd in de jaren zelfstandig nadat het eerder een kerkdistrict in Østerbolle was.
- Fjeldsø
- Gedsted
- Hersom
- Hvam
- Hvilsom
- Klejtrup
- Lynderup
- Låstrup
- Roum
- Simested
- Skals
- Testrup
- Ulbjerg
- Vester Bjerregrav
- Vesterbølle
- Vester Tostrup
- Østerbølle
- Aalestrup